# Calificările pentru Campionatul Mondial de Fotbal 2018 (UEFA) – Grupa A
Grupa A este una din cele 9 grupe UEFA din calificările pentru Campionatul Mondial de Fotbal 2018. Din această grupă fac parte:  Bulgaria,  Țările de Jos,  Suedia,  Belarus,  Franța și  Luxemburg. 
Tragerea la sorți pentru prima fază (faza grupelor), a avut loc pe 25 iulie 2015, la Palatul Konstinovsky din orașul Sankt Petersburg, Rusia.
Câstigatorii de grupe se vor califica direct pentru Campionatul Mondial de Fotbal 2018. Cele mai bune echipe de pe locul doi se vor califica în play-off.

## Clasament
| Loc | Echipa            | MJ | V | E | Î | GM | GP | DG  | Pct | Calificare                                       |
| --- | ----------------- | -- | - | - | - | -- | -- | --- | --- | ------------------------------------------------ |
| 1   | Franța (Q)        | 10 | 7 | 2 | 1 | 18 | 6  | +12 | 23  | Calificare la Campionatul Mondial de Fotbal 2018 |
| 2   | Suedia (A)        | 10 | 6 | 1 | 3 | 26 | 9  | +17 | 19  | Posibil Runda secundă                            |
| 3   | Țările de Jos (E) | 10 | 6 | 1 | 3 | 21 | 12 | +9  | 19  |                                                  |
| 4   | Bulgaria (E)      | 10 | 4 | 1 | 5 | 14 | 19 | −5  | 13  |                                                  |
| 5   | Luxemburg (E)     | 10 | 1 | 3 | 6 | 8  | 26 | −18 | 6   |                                                  |
| 6   | Belarus (E)       | 10 | 1 | 2 | 7 | 6  | 21 | −15 | 5   |                                                  |

1. ↑  Cele mai bune echipe de pe locul doi se vor califica în play-off.

## Meciurile
Meciurile au fost confirmate de UEFA la 26 iulie 2015, în ziua următoare extragerii.
| Belarus | 0–0                         | Franța |
| ------- | --------------------------- | ------ |
|         | Report (FIFA) Report (UEFA) |        |

| Bulgaria                                             | 4–3                         | Luxemburg                      |
| ---------------------------------------------------- | --------------------------- | ------------------------------ |
| Rangelov 16' Marcelinho 65' I. Popov 79' Tonev 90+2' | Report (FIFA) Report (UEFA) | Joachim 60', 62' Bohnert 90+1' |

| Suedia   | 1–1                         | Țările de Jos |
| -------- | --------------------------- | ------------- |
| Berg 43' | Report (FIFA) Report (UEFA) | Sneijder 67'  |

| Franța                                   | 4–1                         | Bulgaria                 |
| ---------------------------------------- | --------------------------- | ------------------------ |
| Gameiro 23', 59' Payet 26' Griezmann 38' | Report (FIFA) Report (UEFA) | M. Aleksandrov 6' (pen.) |

| Luxemburg | 0–1                         | Suedia     |
| --------- | --------------------------- | ---------- |
|           | Report (FIFA) Report (UEFA) | Lustig 58' |

| Țările de Jos                            | 4–1                         | Belarus  |
| ---------------------------------------- | --------------------------- | -------- |
| Promes 15', 31' Klaassen 56' Janssen 64' | Report (FIFA) Report (UEFA) | Ryas 47' |

| Belarus      | 1–1                         | Luxemburg   |
| ------------ | --------------------------- | ----------- |
| Savitski 80' | Report (FIFA) Report (UEFA) | Joachim 85' |

| Țările de Jos | 0–1                         | Franța    |
| ------------- | --------------------------- | --------- |
|               | Report (FIFA) Report (UEFA) | Pogba 30' |

| Suedia                                  | 3–0                         | Bulgaria |
| --------------------------------------- | --------------------------- | -------- |
| Toivonen 39' Hiljemark 45' Lindelöf 58' | Report (FIFA) Report (UEFA) |          |

| Franța              | 2–1                         | Suedia       |
| ------------------- | --------------------------- | ------------ |
| Pogba 58' Payet 65' | Report (FIFA) Report (UEFA) | Forsberg 55' |

| Bulgaria     | 1–0                         | Belarus |
| ------------ | --------------------------- | ------- |
| I. Popov 10' | Report (FIFA) Report (UEFA) |         |

| Luxemburg         | 1–3                         | Țările de Jos             |
| ----------------- | --------------------------- | ------------------------- |
| Chanot 44' (pen.) | Report (FIFA) Report (UEFA) | Robben 36' Depay 58', 84' |

| Suedia                                             | 4–0                         | Belarus |
| -------------------------------------------------- | --------------------------- | ------- |
| Forsberg 19' (pen.), 49' Berg 57' Kiese Thelin 78' | Report (FIFA) Report (UEFA) |         |

| Bulgaria      | 2–0                         | Țările de Jos |
| ------------- | --------------------------- | ------------- |
| Delev 5', 20' | Report (FIFA) Report (UEFA) |               |

| Luxemburg          | 1–3                         | Franța                               |
| ------------------ | --------------------------- | ------------------------------------ |
| Joachim 34' (pen.) | Report (FIFA) Report (UEFA) | Giroud 28', 77' Griezmann 37' (pen.) |

| Belarus                         | 2–1                         | Bulgaria         |
| ------------------------------- | --------------------------- | ---------------- |
| Sivakov 33' (pen.) Savitski 80' | Report (FIFA) Report (UEFA) | Kostadinov 90+1' |

| Țările de Jos                                                       | 5–0                         | Luxemburg |
| ------------------------------------------------------------------- | --------------------------- | --------- |
| Robben 21' Sneijder 34' Wijnaldum 62' Promes 70' Janssen 84' (pen.) | Report (FIFA) Report (UEFA) |           |

| Suedia                    | 2–1                         | Franța     |
| ------------------------- | --------------------------- | ---------- |
| Durmaz 43' Toivonen 90+4' | Report (FIFA) Report (UEFA) | Giroud 37' |

| Bulgaria                               | 3–2                         | Suedia              |
| -------------------------------------- | --------------------------- | ------------------- |
| Manolev 12' Kostadinov 33' Chochev 79' | Report (FIFA) Report (UEFA) | Lustig 29' Berg 44' |

| Franța                                    | 4–0                         | Țările de Jos |
| ----------------------------------------- | --------------------------- | ------------- |
| Griezmann 14' Lemar 73', 88' Mbappé 90+1' | Report (FIFA) Report (UEFA) |               |

| Luxemburg   | 1–0                         | Belarus |
| ----------- | --------------------------- | ------- |
| da Mota 60' | Report (FIFA) Report (UEFA) |         |

| Belarus | 0–4                         | Suedia                                               |
| ------- | --------------------------- | ---------------------------------------------------- |
|         | Report (FIFA) Report (UEFA) | Forsberg 18' Nyman 24' Berg 37' Granqvist 84' (pen.) |

| Țările de Jos              | 3–1                         | Bulgaria       |
| -------------------------- | --------------------------- | -------------- |
| Pröpper 7', 80' Robben 67' | Report (FIFA) Report (UEFA) | Kostadinov 69' |

| Franța | 0–0                         | Luxemburg |
| ------ | --------------------------- | --------- |
|        | Report (FIFA) Report (UEFA) |           |

| Suedia                                                                           | 8–0                         | Luxemburg |
| -------------------------------------------------------------------------------- | --------------------------- | --------- |
| Granqvist 10' (pen.), 67' (pen.) Berg 18', 37', 54', 71' Lustig 60' Toivonen 76' | Report (FIFA) Report (UEFA) |           |

| Belarus      | 1–3                         | Țările de Jos                             |
| ------------ | --------------------------- | ----------------------------------------- |
| Valadzko 55' | Report (FIFA) Report (UEFA) | Pröpper 25' Robben 84' (pen.) Depay 90+3' |

| Bulgaria | 0–1                         | Franța     |
| -------- | --------------------------- | ---------- |
|          | Report (FIFA) Report (UEFA) | Matuidi 3' |

| Franța                   | 2–1                         | Belarus    |
| ------------------------ | --------------------------- | ---------- |
| Griezmann 27' Giroud 33' | Report (FIFA) Report (UEFA) | Saroka 44' |

| Luxemburg | 1–1                         | Bulgaria    |
| --------- | --------------------------- | ----------- |
| Thill 3'  | Report (FIFA) Report (UEFA) | Chochev 68' |

| Țările de Jos          | 2–0                         | Suedia |
| ---------------------- | --------------------------- | ------ |
| Robben 16' (pen.), 40' | Report (FIFA) Report (UEFA) |        |

## Marcatorii
Au fost marcate 93 goluri în 30 meciuri.
8 goluri
- Marcus Berg

6 goluri
- Arjen Robben

4 goluri
- Olivier Giroud
- Antoine Griezmann
- Aurélien Joachim
- Emil Forsberg

3 goluri
- Georgi Kostadinov
- Memphis Depay
- Quincy Promes
- Davy Pröpper
- Andreas Granqvist
- Mikael Lustig
- Ola Toivonen

2 goluri
- Pavel Savitski
- Ivaylo Chochev
- Spas Delev
- Ivelin Popov
- Kévin Gameiro
- Thomas Lemar
- Dimitri Payet
- Paul Pogba
- Vincent Janssen
- Wesley Sneijder

1 gol
- Alexei Rios
- Anton Saroka
- Mikhail Sivakov
- Maksim Valadzko
- Mihail Aleksandrov
- Stanislav Manolev
- Marcelinho
- Dimitar Rangelov
- Aleksandar Tonev
- Blaise Matuidi
- Kylian Mbappé
- Florian Bohnert
- Maxime Chanot
- Daniel da Mota
- Olivier Thill
- Davy Klaassen
- Georginio Wijnaldum
- Jimmy Durmaz
- Oscar Hiljemark
- Isaac Kiese Thelin
- Victor Lindelöf
- Christoffer Nyman